# (21269) Bechini
(21269) Bechini est un astéroïde de la ceinture principale.

## Description
(21269) Bechini est un astéroïde de la ceinture principale. Il fut découvert le 6 juin 1996 à San Marcello Pistoiese par Luciano Tesi et Andrea Boattini. Il présente une orbite caractérisée par un demi-grand axe de 2,27 UA, une excentricité de 0,19 et une inclinaison de 6,3° par rapport à l'écliptique.

## Compléments